# Шелковников, Иосиф
Иосиф Шелковников  (XIX век) — русский гравёр и издатель.
В 1840-е и в первой половине 1850-х годов содержал в Москве «литографию» то есть аналог типографии, выпускавший тиражные картины (иллюстрации, плакаты) в технике литографии (а также металлографии). 
В «литографии» Шелковникова было издано много работ, как в качестве иллюстраций для книг и журналов, так и отдельными оттисками (которые, как правило, после покупки вешались в рамочках на стену в бедных дворянских, мещанских и купеческих домах, владельцы которых не могли позволить себя масляную живопись), причём предпочтение отдавалось работам исторического и духовного содержания.
В частности в литографии Шелковникова были созданы иллюстрации для книг «Беседа перед заложением храма, говоренная Филаретом, митрополитом Московским» (М., 1840) и «Общежительная Саровская пустынь» (М., 1853). 
Известны также следующие работы, вышедшие из этой «литографии»: 
- «Вид Новоспасского монастыря в Москве», 1851
- «Вид Успенской Семигородской пустыни, Вологодской епархии, Кадниковского уезда», 1853, на листе большого формата.
- «Портреты царевичей Петра и Ивана»
- «Таинство бракосочетания» (иллюстрация для журнала «Москвитянин», 1843 год).

И др. 
По всей вероятности, Иосиф Шелковников не имел никакого отношения к гравёру Андрею Шелковникову, работавшему в Санкт-Петербурге в первой трети XIX века. С другой стороны, упоминания об Андрее Шелковникове исчезают в начале 1840-х годов, то есть примерно тогда же, когда начинается деятельность Иосифа. 